# Aalestrup (voormalige gemeente)
Aalestrup is een voormalige gemeente in Denemarken.

## Voormalige gemeente
De oppervlakte bedroeg 175,73 km². De gemeente telde 7631 inwoners waarvan 3877 mannen en 3754 vrouwen (cijfers 2005).
De oude gemeente valt sinds de herindeling van 2007 grotendeels onder de nieuw gevormde gemeente Vesthimmerland, kleinere delen kozen voor aansluiting bij Viborg en Mariagerfjord.

## Plaats
De plaats Aalestrup ligt in de streek Himmerland. Bezienswaardig is het Den Jydske Rosenpark met 15.000 rozen, en het Deense fietsmuseum.